# Lagoinha do Leste
 

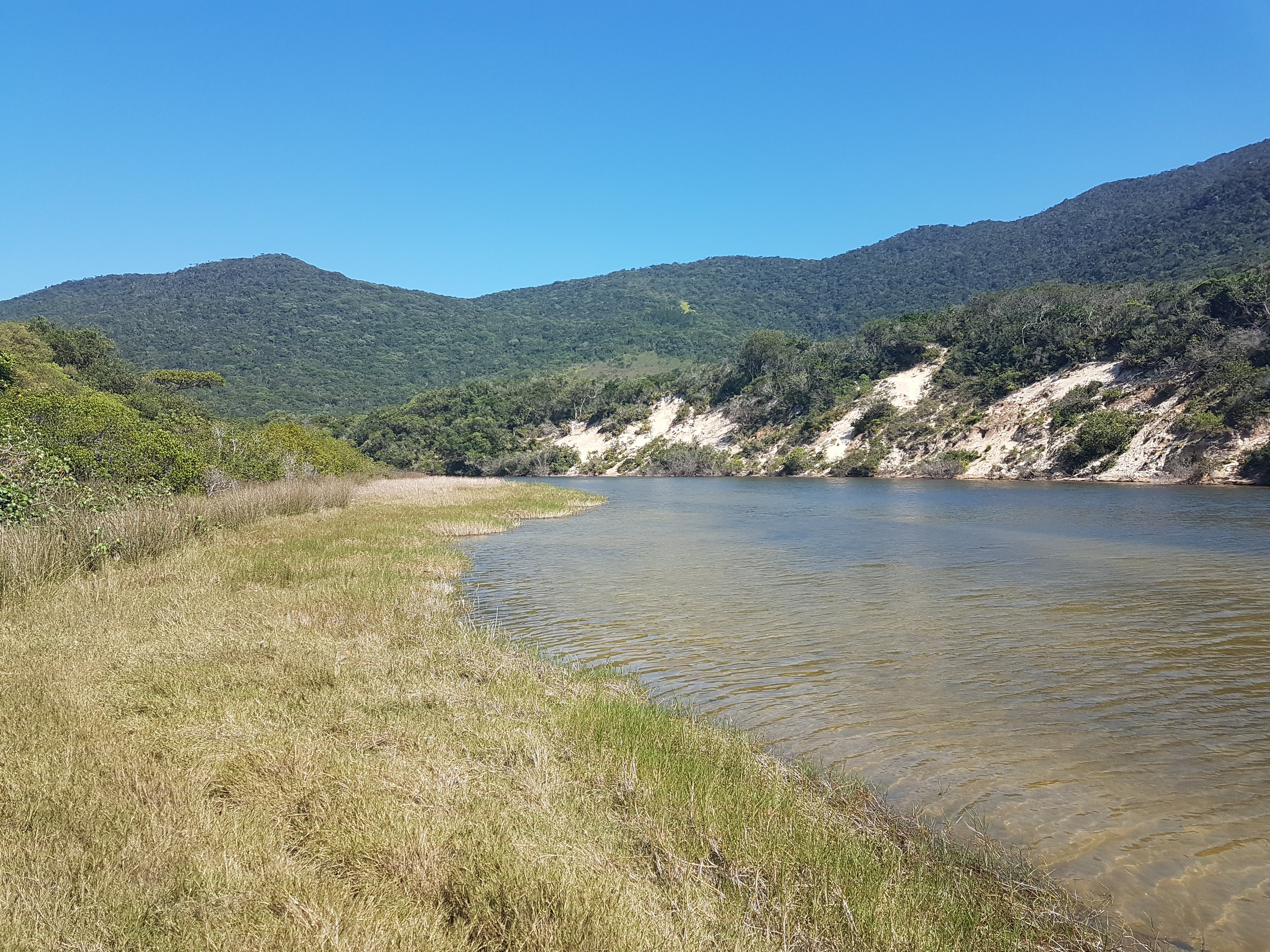
Parc naturel municipal de Lagoinha do Leste

La lagoinha do Leste ("le petit lac de l'est", en portugais) est une petite étendue d'eau située au sud-est de l'île de Santa Catarina, dans l'État brésilien de Santa Catarina. 
En forme de "S", elle se trouve entre un relief montagneux et l'océan Atlantique dans lequel elle se déverse au gré des marées. Elle est séparée de l'océan par une plage, la praia da Lagoinha do Leste.